# GABTU-Index
Der GABTU-Index (russisch Главное автобронетанковое управление Министерства обороны Российской Федерации (ГАБТУ МО)) der Hauptverwaltung für des Verteidigungsministeriums der Russischen Föderation (bis 1991: der Sowjetunion) ist ein Bezeichnungssystem für gepanzerte Fahrzeuge (Großgerät) während der Entwicklung.
Gepanzerte Fahrzeuge wie Panzer, Schützenpanzer, Selbstfahrlafetten etc. trugen während der Entwurfsphase in der Regel die Bezeichnung „Objekt“ mit einem nummerischen Suffix. Bei erfolgreicher Prüfung und Übernahme in die Bewaffnung der Streitkräfte erhielten sie eine militärische Bezeichnung. Beispielsweise trug der T-72 während seiner Entwicklung die Bezeichnung „Objekt 172“.

## Nummernbereiche
Die Indizes wurden nicht chronologisch vergeben. Ab 1959 wurden den Konstruktionsbüros spezielle Nummernkreise zugeteilt:
- 1–99: Gorkier Automobilwerk (GAZ), jetzt Nischni Nowgorod
- 100–199: Uralwagonsawod (Werk Nr. 183), Nischni Tagil
- 200–299: Reihe für Panzer des Leningrader Kirowwerks (LKS), jetzt St. Petersburg
- 300–349: Uraltransmasch, jetzt Jekaterinburg
- 350–399: Minsker Traktorenwerk, Minsk
- 400–499: Charkower Maschinenwerk (ChSTM, nach dem Krieg Werk Nr. 75), Charkow
- 501–549: Traktorenwerk Rubzowsk, Rubzowsk
- 550–599: Mytischtschinsker Maschinenbauwerk (MMS), Mytischtschi
- 500, 600–649: Omsktransmasch (Werk Nr. 174), Omsk
- 650–699: Kurganmaschsawod (KMS), Kurgan
- 700–799: Tscheljabinsker Traktorenwerk (TschTS), Tscheljabinsk
- 800–849: LKS-Reihe für Raketenpanzer
- 850–899: Lichatschowwerk (SIS, SIL), Moskau
- 900–999: Stalingrader Traktorenwerk (STS, WgTS), Wolgograd
- 1000–1050: Automobilwerk Kutaisi,  Kutaisi